# Buchrainweg 27/29

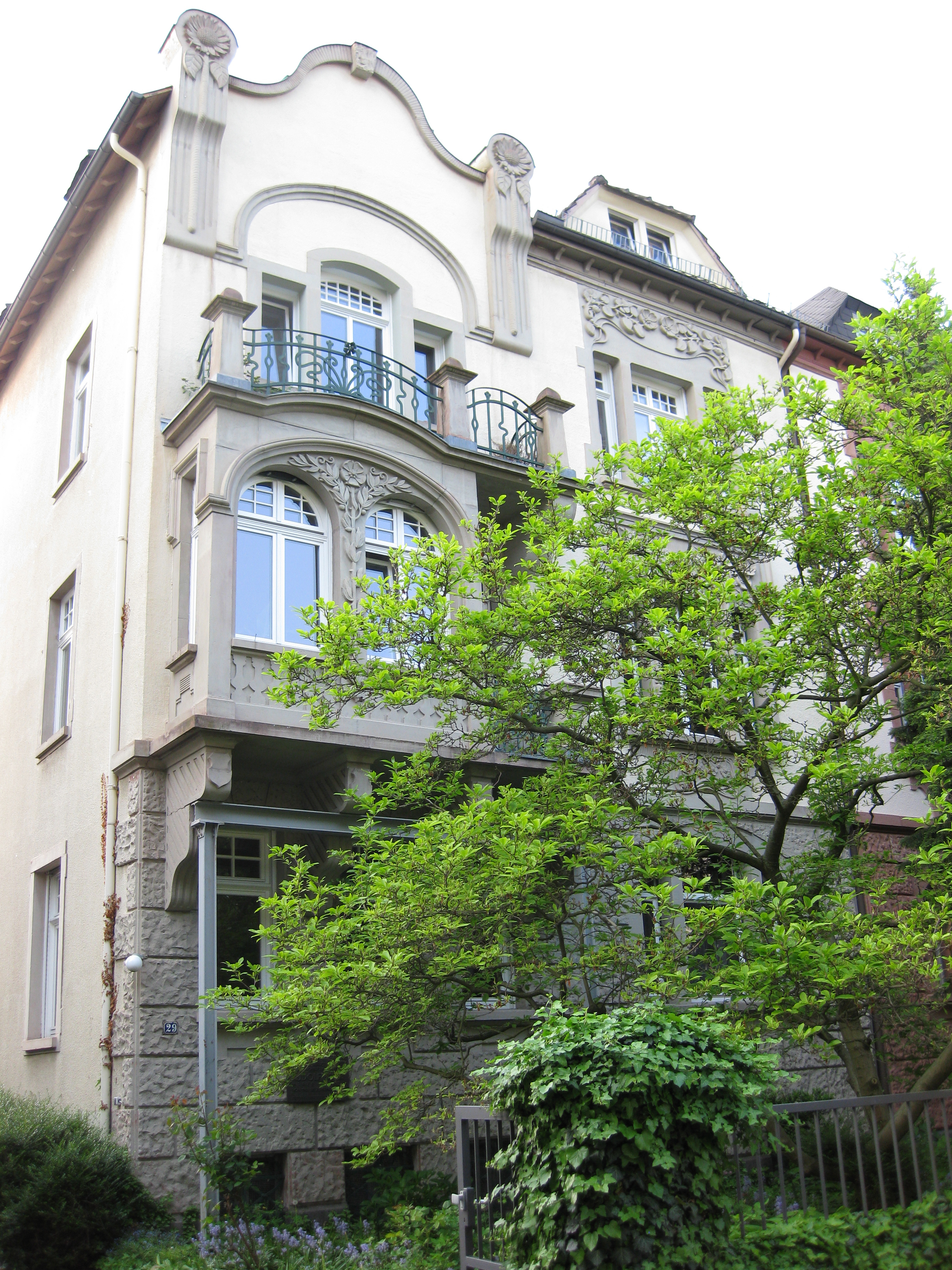
Buchrainweg 27/29

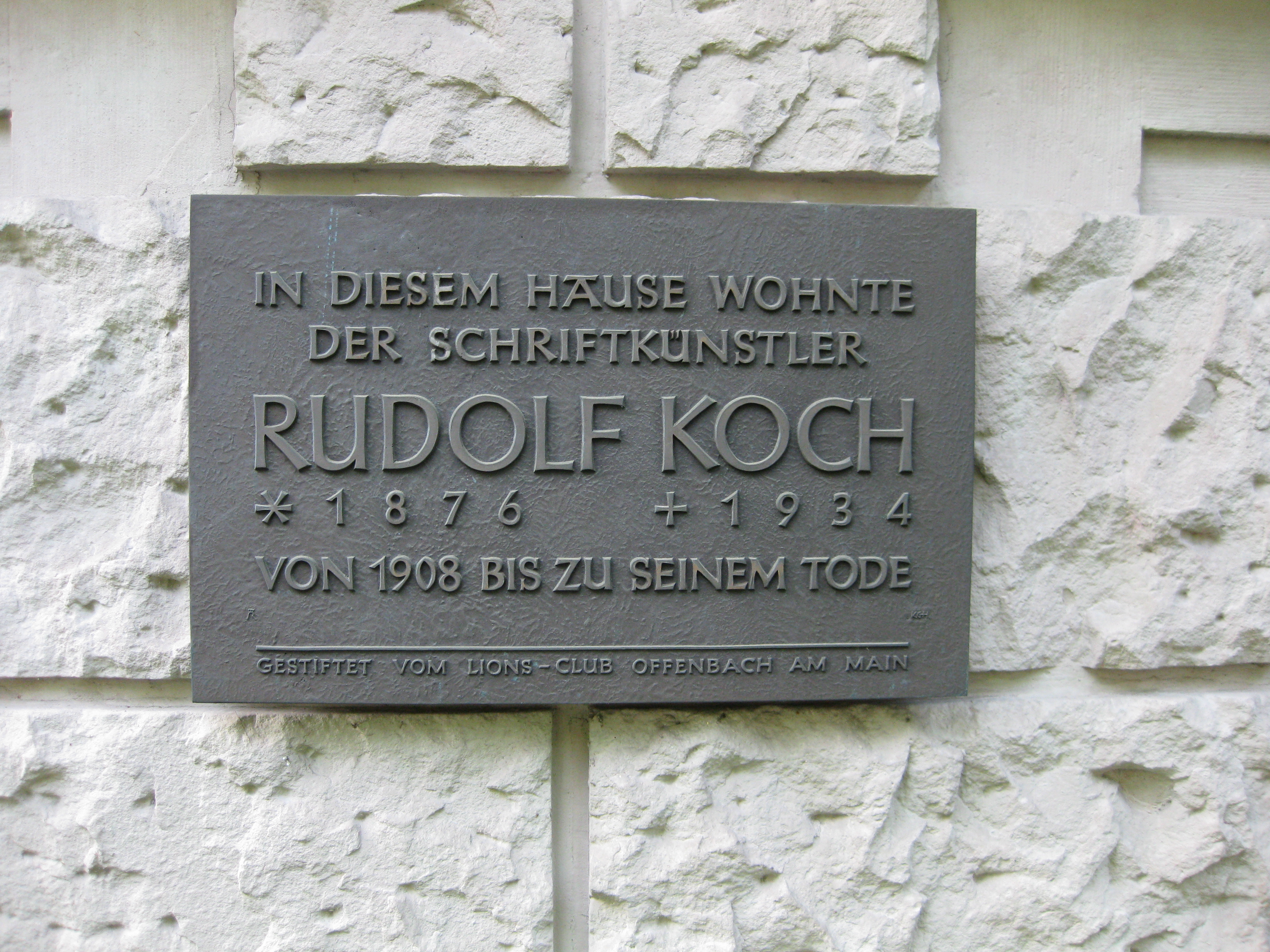
Gedenktafel

Das Doppelhaus Buchrainweg 27/29 im Buchrainweg in Offenbach am Main ist ein unter Denkmalschutz stehendes Wohngebäude.

## Das Gebäude
Das Doppelhaus wurde 1902/03 durch das Bauunternehmen H. und L. Nagel (Sennefeldstraße 35) entworfen und erbaut. Das Doppelhaus besteht aus zwei villenartigen spiegelsymmetrischen Hälften. Die Doppelhaushälften sind jeweils dreigeschossige Putzbauten mit einem sandsteinverkleideten, rustizierten Erdgeschoss und aufwändig verzierten Architekturelementen in der in Offenbach häufig vorkommenden Mischung von historistischen und Jugendstil-Elementen.
Die Fassade wird durch Erker, unterschiedliche Balkone und geschwungene Giebelbekrönung gegliedert. Darüber befindet sich ein Walmdach mit Dachgauben. Die Erker sind in Sandstein verkleidet und mit Blumen- und Blattmotiven dekoriert. Die Balkone befinden sich auf kräftigen Konsolen im ersten Obergeschoss und haben schmiedeeisernem Brüstungsgitter.
Die originale Einfriedung ist zumindest teilweise erhalten. Am Haus Nr. 29 erinnert eine von Karlgeorg Hoefer entworfene Tafel an den Designer und Schriftgestalter Rudolf Koch, der dort von 1908 bis zu seinem Tod 1934 wohnte. In den 1970er Jahren was das Gebäude Sitz der BAUME & MERCIER GmbH, der deutschen Tochtergesellschaft der Schweizer Luxusuhrenmanufaktur Baume & Mercier.
Das Haus ist nach dem Hessischen Denkmalschutzgesetz sowohl ein Einzelkulturdenkmal als auch Teil der Gesamtanlage XIII in Offenbach.